# Heinrich Orthwein
Heinrich Orthwein (* 25. Juni 1900 in Cölbe; † 25. April 1983) war ein deutscher Landrat.

## Leben und Wirken
Er war der Sohn eines Gast- und Landwirts aus Cölbe. Nach dem Besuch der Volksschule half er ab 1914 in der elterlichen Landwirtschaft und meldete sich ab 1. Januar 1917 als Kriegsfreiwilliger. Von 1919 bis 1920 war er Mitglied eines Freikorps in Oberschlesien.
Er wurde 1941 als kommissarischer Landrat des Landkreises Melsungen im Regierungsbezirk Kassel eingesetzt. Mit Wirkung vom 13. August 1942 übernahm er offiziell dieses Amt, das er bis zum Ende des Zweiten Weltkrieges ausübte. 1943 verfügte er über den militärischen Dienstgrad eines Hauptmanns.